# Townshend Stith Brandegee
Townshend Stith Brandegee (* 16. Februar 1843 in Berlin, Connecticut; † 7. April 1925 in Berkeley, Kalifornien) war ein US-amerikanischer Botaniker und Pflanzensammler. Sein offizielles botanisches Autorenkürzel lautet „Brandegee“; früher war auch das Kürzel „T.S.Brandeg.“ in Gebrauch.

## Leben und Wirken
Townshend Stith Brandegee wurde 1843 als Sohn eines Landarztes in Berlin, Connecticut geboren. Er studierte Ingenieurwissenschaften in Yale. An der Botanik war er seit seiner Jugend interessiert. In den 1870er-Jahren war er als Hoch- und Tiefbauingenieur im Rahmen der Erschließung des Landes für den Eisenbahnbau eingesetzt. Er war in Colorado und anderen Staaten im Westen der USA tätig. Neben seiner Ingenieurtätigkeit war er als botanischer Sammler unterwegs. Ab 1888 widmete er sich fast ausschließlich der Erforschung der Vegetation Kaliforniens und Mexikos. Er gab den Ingenieurberuf auf und war als Honorary Curator für die Universität Berkeley tätig. Townshend Stith Brandegee war von 1890 bis 1894 Herausgeber der Zeitschrift Zoe. Er war seit 1889 mit der Botanikerin und Pflanzensammlerin Mary Katharine Brandegee verheiratet. Mary Katharine Brandegee betreute das Herbarium der „California Academy of Sciences“ in San Francisco, bis das Paar 1894 nach San Diego umzog.
Seit 1898 arbeitete das Paar intensiv mit Carl Albert Purpus zusammen, woraus sich eine intensive Sammlergemeinschaft entwickelte. Ab 1906 bis zu seinem Tod lebte er in Berkeley. Das Paar arbeitete ehrenamtlich für das Herbarium der Universität. Ihre umfangreichen Sammlungen wurden testamentarisch der Universität vermacht.

## Ehrungen
Zu Ehren von Townshend Stith Brandegee wurde die Gattung Brandegea Cogn. aus der Pflanzenfamilie der Kürbisgewächse (Cucurbitaceae) benannt.

## Schriften (Auswahl)
- The plants indigenous in Southern Colorado. In: The American Naturalist. Band 10, Nummer 4, 1876, S. 230 (JSTOR).
- The flora of Southwestern Colorado In: Bulletin of the United States Geological and Geographical Survey of the Territories / Department of the Interior. Band 2, Nummer 3, 1876, S. 227–248 (online).
- Flora of the Santa Barbara Islands. In: Proceedings of the California Academy of Sciences. 2. Folge, Band 1, Nummer 2, 1888, S. 201–206 (online).
- A Collection of Plants from Baja California, 1889. In: Proceedings of the California Academy of Sciences. 2. Folge, Band 2, 1889, S. 117–216, (online).
- The Teton and Yellowstone park (southern part) forest reserves. In: 19th annual report of the U. S. Geological survey, 1897-98. Teil V: Forest Reserves, Washington 1899, S. 191–216 (online).
- Flora of the Cape Region of Baja California. In: Proceedings of the California Academy of Sciences. 2. Folge, Band 3, 1891, S. 108–182 (online).
- Additions to the Flora of the Cape Region of Baja California. In: Proceedings of the California Academy of Sciences. 2. Folge, Band 3, 1892, S. 218–227 (online).
- Southern extension of California flora. In: Zoe. Band 4, Nummer 3, 1893, S. 199–210 (online).
- New species of plants from Mexico. In: Erythea. Band 7, 1899, S. 1–9 (online).
- New species of mexican plants collected by Dr. C. A. Purpus. In: Zoe. Band 5, Nummer 11, 1906, S. 231–241 (online).
  - = Plantae novae Mexicanae a C.A. Purpus collectae. In: Repertorium Specierum Novarum Regni Vegetabilis. Band 3, Nummer 46/47, S. 373–380 (online).
- Plantae mexicanae purpusianae.
  - I. In: University of California Publications in Botany. Band 3, Nummer 8, 1909, S. 377–396.
  - II. In: University of California Publications in Botany. Band 4, Nummer 3, 1910, S. 85–95.
  - III. In: University of California Publications in Botany. Band 4, Nummer 11, 1911, S. 177–194.
  - IV. In: University of California Publications in Botany. Band 4, Nummer 15, 1912, S. 269–281.
  - V. In: University of California Publications in Botany. Band 4, Nummer 19, 1913, S. 375–388.
  - VI. In: University of California Publications in Botany. Band 6, Nummer 4, 1914, S. 51–77 (online).
  - VII. In: University of California Publications in Botany. Band 6, Nummer 8, 1915, S. 177–197 (online).
  - VIII. In: University of California Publications in Botany. Band 6, Nummer 13, 1917, S. 363–375 (online).
  - IX. In: University of California Publications in Botany. Band 6, Nummer 19, 1919, S. 497–504 (online).
  - X. In: University of California Publications in Botany. Band 7, Nummer 10, 1920, S. 325–331 (online).
  - XI. In: University of California Publications in Botany. Band 10, Nummer 2, 1922, S. 181–188 (online).
  - XII. In: University of California Publications in Botany. Band 10, Nummer 8, 1924, S. 403–421 (online).
- Species novae vel minus cognitae. In: University of California Publications in Botany. Band 6, Nummer 12, 1916, S. 357–361 (online).

## Weiterführende Literatur
- Brandegee, Townshend Stith. In: American National Biography. Band 3, 1999, S. 417–418 (online).
- Nancy Carol Carter: The Brandegees: Leading Botanists in San Diego. In: The Journal of San Diego History. Band 55, Nummer 4, 2009, S. 191–216 (PDF; 1,1 MB).
- William Albert Setchell: Townshend Stith Brandegee and Mary Katharine (Layne) (Curran) Brandegee. In: University of California Publications in Botany. Band 13, Nummer 9, S. 155–178.